# Al-Mutawàkkil I
Xàraf-ad-Din Yahya ibn Xams-ad-Din ibn al-Imam al-Mahdí Àhmad al-Mutawàkkil ala-L·lah, conegut com a al-Mutawàkkil I o al-Mutawwákkil ala-L·lah ibn Xams-ad-Din (25 de febrer de 1473 - 27 de març de 1555) fou un imam zaidita del Iemen.
Nascut al nord del Iemen, va manifestar la seva pretensió a l'imamat el setembre de 1506 després de consagrar anys a l'estudi dels texts zaidites i ser reconegut com a mudjtahid (expert en dret zaidita), però no va poder imposar la seva autoritat religiosa i política de manera general a les diverses comunitats zaydites fins al 1535, quan se li van sotmetre les tribus rivals septentrionals dels Al al-Mahmud (Al Hamza) i Al al-Muayyad. Ajudat pel seu fill al-Mutahhar que era un cap militar hàbil, va poder establir el seu domini al nord del Iemen, reunint totes les comunitats zaidites i estenent el seu poder cap a les muntanyes del sud i cap al nord de la Tihama que va arrabassar als tahírides sunnites (1454-1517) i als mamelucs egipcis (establerts al nord de la Tihama el 1516-1517). El 1539 Hadim Süleyman Paixà va fundar a Zabid un sandjak (que per un temps fou elevat a beyleberlik) i en aquest temps al-Mutahhar es va enemistar amb la seva família i va encoratjar als otomans a anar cap a l'interior. Taizz fou ocupada pels otomans l'1 de febrer de 1547; i Özdemir Paixà va ocupar Sanà (23 d'agost de 1547). Els notables zaidites van cridar llavors a al-Mutahhar que des de feber/març de 1548 va agafar la direcció dels zaidites, com un virtual imam si bé no va tenir aquesta consideració per no ser un mudjtahid. Al-Mutahhar es va fer fort a la fortalesa de Thula i va combatre els otomans durant més de quatre anys fins que el 1552 es va fer la pau i fou reconegut com a sandjakbegi otomà amb una autoritat limitada als districtes al nord-oest de Sanà. Al-Mutawàkkil es va retirar a Zafir el 1548 encara que va conservar la seva influència religiosa. la seva actitud amb els otomans fou ambigua. Va morir de pesta a Zafir el 27 de març de 1555.